# スタディオン・バルガルスカ・アルミア
スタディオン・バルガルスカ・アルミア（ブルガリア語: Стадион Българска Армия、英語: Stadion Balgarska Armia）は、ブルガリア・ソフィアにある多目的スタジアム。1948年よりPFC CSKAソフィアがホームスタジアムとして使用している。

## 概要
ブルガリアの首都ソフィアのほぼ中心部に位置し、ソフィア最大の公園であるボリソヴァ公園の敷地内に立地している。スタジアムの構成はサッカーのピッチを取り囲むように陸上トラックが併設されており、西スタンド以外は屋根が付いていない。
このスタジアムは、1923年に完成したスタジアムを1960年代に取り壊して建て替えられたものであり、建て替え後大規模な改修工事は行われていないため、現在のスタジアムは老朽化が進んでいる。特に南スタンドの一部は老朽化の進行が深刻であるため、座席を広告シートで覆い隠している。
2023年に入り、スタジアムを共同で保有していたブルガリア政府とPFC CSKAソフィアは史上2度目となるスタジアムの建て替え計画を公表し、2024年1月から現スタジアムの取り壊しに着手することを発表した。新スタジアムはUEFAスタジアムカテゴリーで星4つの機能を持つスタジアムになる予定。

## ギャラリー

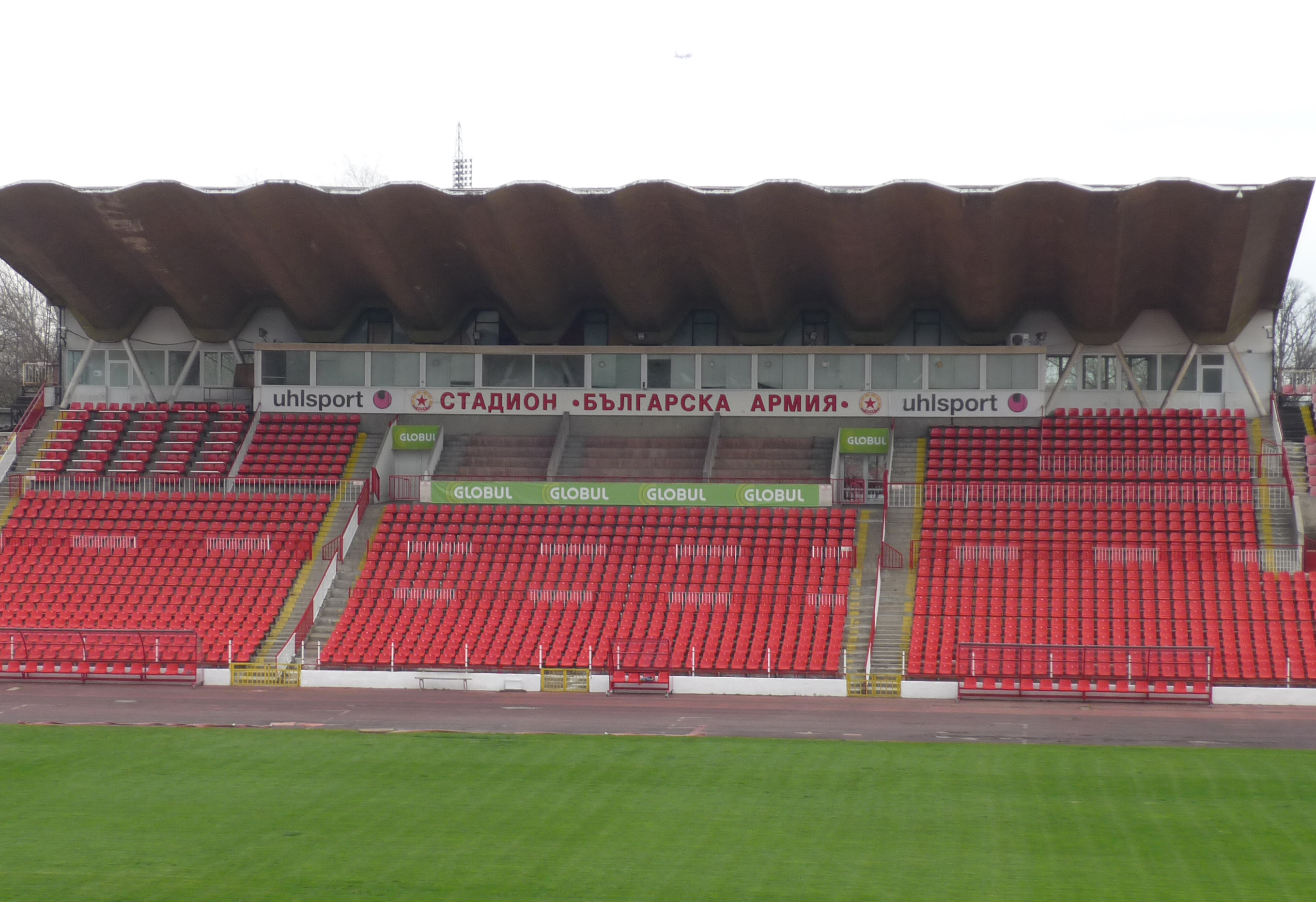
メインスタンド
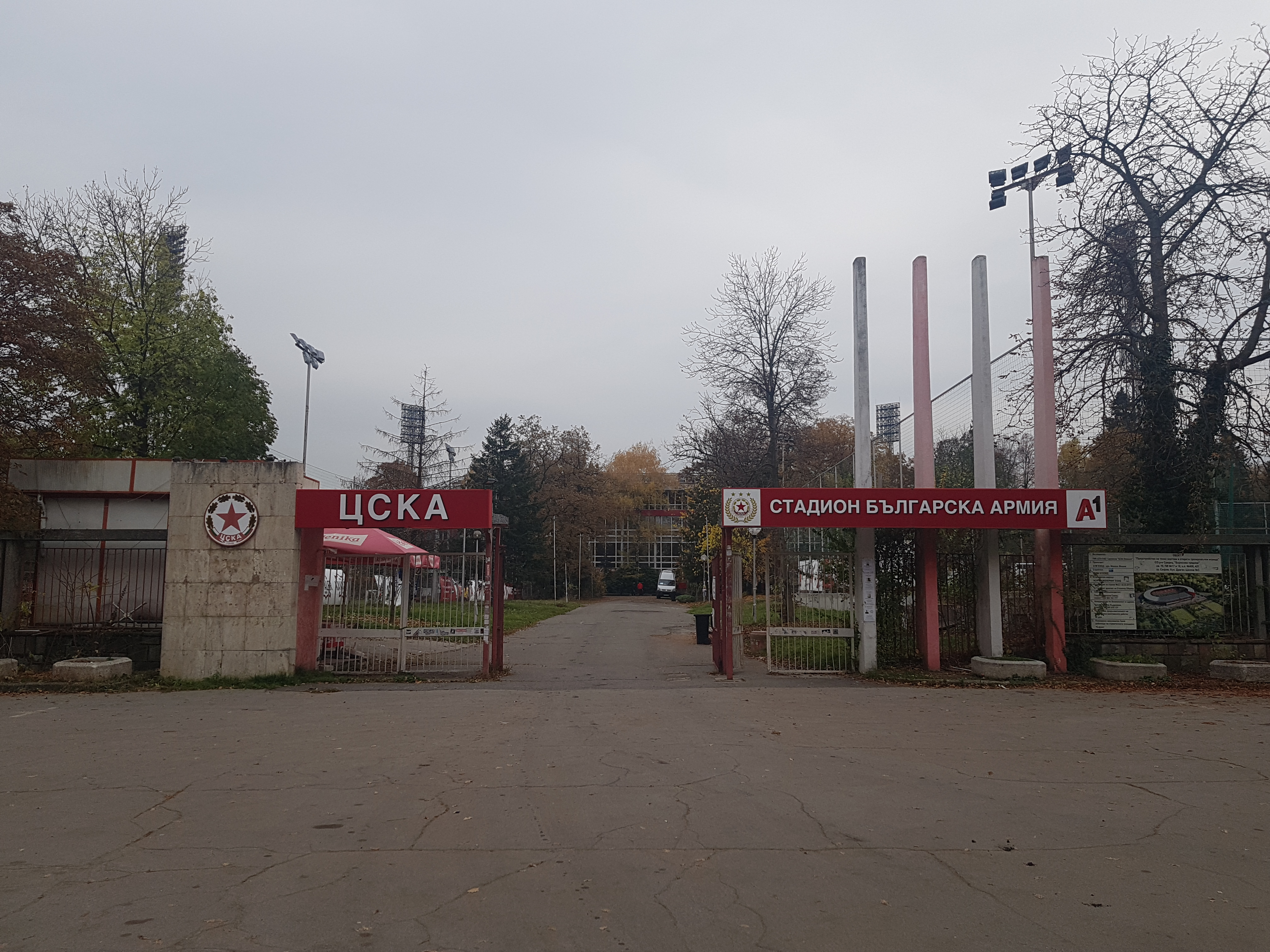
入場ゲート